# فيليت (رواية)
فيليت (بالإنجليزية: Villette)‏ هي رواية بقلم شارلوت برونتي صدرت عام 1853. بطلة الرواية هي امرأة تدعى لوسي سنو تسافر من إنجلترا بعد تعرض أسرتها لكارثة غير محددة، وتستقر إلى مدينة فرنسية خيالية تدعى فيليت لتمتهن التعليم في مدرسة للبنات، وتنجذب هناك للمغامرة والحب. كان فيليت هي رابعة روايات شارلوت برونتي، وكانت ثالث وآخر ما نشر في حياتها.

## روابط خارجية
- فيليت على موقع الموسوعة البريطانية (الإنجليزية)